# Zlá krev (československý seriál)
Zlá krev je historický televizní seriál z roku 1986, který natočil český režisér František Filip na motivy románů Zlá krev a Veselá vdova českého spisovatele Vladimíra Neffa. Seriál byl natočen jako pokračování starší televizní adaptace z roku 1968 Sňatky z rozumu. Popisuje osudy tří pražských rodin Nedobylů, Bornů a Pecoldů během 80. a 90. let 19. století.

## Děj
Vyprávění začíná rokem 1881 a popisuje propletené osudy dvou generací podnikatelských rodin Nedobylů a Bornů i dělnické rodiny Pecoldů na pražském Žižkově. Martin Nedobyl (Jiří Vala) je významný žižkovský speditér a stavitel domů. Jan Born (Vladimír Ráž) je český vlastenec a obchodník. Naproti tomu Karel Pecold (Václav Postránecký) je zedník a uvědomělý socialista, který je za svoje názory celkem dvakrát vězněn. Seriál líčí jejich životní osudy i osudy jejich dětí na pozadí dobových událostí 80. a 90. let 19. století jako jsou dělnická hnutí, česko-německé spory nebo proces s Omladinou. Vystupuje zde řada historických osobností, jako jsou například Albín Bráf, Ema Destinnová, Emanuel Kittl nebo císař František Josef I.

## Obsazení
V dalších rolích
Svatopluk Skládal, Milan Stehlík, Josef Kubíček, Lena Birková, Vlastimil Drbal, Jaroslav Mareš, Mirko Musil, Jiří Bruder, Jindřich Hinke, Petr Skarke, Adolf Kohuth, Jaroslav Cmíral, Zdena Sajfertová, Zuzana Skalická, Miloš Vavruška, Oldřich Janovský, Jaroslav Pešice, Vladimír Pospíšil, Markéta Valentová, Milan Pěkný, Josef Čáp, Miloslav Homola, Ladislav Chroust, Rostislav Kuba.